# Scheldeprijs 2016
Lo Scheldeprijs 2016, centoduesima edizione della corsa, valido come evento dell'UCI Europe Tour 2016 categoria 1.HC, si svolse il 6 aprile 2016 per un percorso di 207,8 km. Fu vinto dal tedesco Marcel Kittel, che terminò la gara in 4h54'05" alla media di 42,396 km/h.
Furono 150 in totale i ciclisti che portarono a termine il percorso.

## Squadre e corridori partecipanti
| N.      | Cod. | Squadra                     |
| ------- | ---- | --------------------------- |
| 1-7     | KAT  | Katusha Team                |
| 11-18   | EQS  | Etixx-Quick Step            |
| 21-28   | LTS  | Lotto-Soudal                |
| 31-38   | ALM  | AG2R La Mondiale            |
| 41-48   | AST  | Astana Pro Team             |
| 51-58   | CPT  | Cannondale Pro Cycling Team |
| 61-68   | DDD  | Dimension Data              |
| 71-78   | FDJ  | FDJ                         |
| 81-87   | TGA  | Team Giant-Alpecin          |
| 91-98   | TLJ  | Team Lotto NL-Jumbo         |
| 101-108 | SKY  | Team Sky                    |

| N.      | Cod. | Squadra                     |
| ------- | ---- | --------------------------- |
| 111-118 | TNK  | Tinkoff                     |
| 121-128 | TFR  | Trek-Segafredo              |
| 131-138 | BOA  | Bora-Argon 18               |
| 141-148 | CCC  | CCC Sprandi Polkowice       |
| 151-158 | COF  | Cofidis, Solutions Credits  |
| 161-168 | DEN  | Direct Énergie              |
| 171-178 | FVC  | Fortuneo-Vital Concept      |
| 181-188 | ROP  | Roompot Oranje Peloton      |
| 191-198 | STH  | Southeast-Venezuela         |
| 201-208 | TSV  | Topsport Vlaanderen-Baloise |
| 211-218 | WGG  | Wanty-Groupe Gobert         |

## Ordine d'arrivo (Top 10)
| Pos. | Corridore         | Squadra       | Tempo    |
| ---- | ----------------- | ------------- | -------- |
| 1    | Marcel Kittel     | Etixx         | 4h54'05" |
| 2    | Mark Cavendish    | Dimension D.  | s.t.     |
| 3    | André Greipel     | Lotto-Soudal  | s.t.     |
| 4    | Edward Theuns     | Trek          | s.t.     |
| 5    | Niccolò Bonifazio | Trek          | s.t.     |
| 6    | Danny van Poppel  | Team Sky      | s.t.     |
| 7    | Nikias Arndt      | Giant-Alpecin | s.t.     |
| 8    | Wouter Wippert    | Cannondale    | s.t.     |
| 9    | Dylan Groenewegen | Lotto NL      | s.t.     |
| 10   | Daniel McLay      | Fortuneo      | s.t.     |